# 3 (album Shakespears Sister)
#3 – trzeci album Shakespears Sister. Po wydaniu i sukcesie poprzedniego albumu Hormonally Yours, Marcella Detroit opuściła zespół. Dlatego też #3 można uważać za solowy album Siobhan Fahey. Artystka chciała wydać album pod swoim nazwiskiem, jednak wytwórnia London Records zdecydowała wydać album pod szyldem Shakespears Sister.
Materiał na album został stworzony przez Siobhan, jej byłego męża Dave'a Stewarta i nowych członków zespołu. Album został wyprodukowany przez Siobhan, Dave Stewart oraz producentów Hormonally Yours (Alan Moulder, Andy Wright i Flood). Pod względem muzycznym była bardziej rockowa od poprzednich.
Pierwszy singel z płyty „I Can Drive” osiągnął 30. miejsce na brytyjskiej liście singli, jednak był uznany za porażkę przez wytwórnię, która w efekcie zawiesiła wydanie albumu.
Siobhan po latach udało się zdobyć prawa do płyty i w 2004 roku wydała album przez swoją stronę internetową.
W związku z odnowionym zainteresowaniem zespołem, w tym samym roku London Records wydało zbiór największych hitów zespołu na CD/DVD.

## Lista utworów
1. "Go" (Fahey/Stewart/Hodgens)
2. "I Can Drive" (Fahey/Hodgens/Stewart)
3. "Do I Scare You?" (Fahey/Hodgens)
4. "Opportunity Knockers" (Fahey/Muller)
5. "Can U Wait That Long?" (Fahey/Stewart)
6. "Oh Dear" (Fahey/Muller)
7. "Excuse Me John" (Fahey/Hodgens)
8. "The Older Sister" (Fahey/Muller)
9. "Singles Party" (Fahey/Hodgens)
10. "I Never Could Sing Anyway" (Fahey/Hodgens)